# Gran Premi de Bèlgica del 1951
Resultats del Gran Premi de Bèlgica de Fórmula 1 disputat la temporada 1951 al circuit de Spa Francorchamps el 17 de juny del 1951.

## Resultats
| Pos | No | Pilot                 | Equip       | Voltes | Temps/ Retirada | Pos. de sortida | Punts |
| --- | -- | --------------------- | ----------- | ------ | --------------- | --------------- | ----- |
| 1   | 4  | Nino Farina           | Alfa Romeo  | 36     | 2h 45' 66. 2    | 2               | 8     |
| 2   | 8  | Alberto Ascari        | Ferrari     | 36     | + 2' 51. 0 min. | 4               | 6     |
| 3   | 10 | Luigi Villoresi       | Ferrari     | 36     | + 4' 21. 9 min. | 3               | 4     |
| 4   | 14 | Louis Rosier          | Talbot-Lago | 34     | + 2 Voltes      | 7               | 3     |
| 5   | 22 | Yves Giraud Cabantous | Talbot-Lago | 34     | + 2 Voltes      | 8               | 2     |
| 6   | 24 | André Pilette         | Talbot-Lago | 33     | + 3 Voltes      | 12              |       |
| 7   | 16 | Johnny Claes          | Talbot-Lago | 33     | + 3 Voltes      | 11              |       |
| 8   | 26 | Pierre Levegh         | Talbot-Lago | 32     | + 4 Voltes      | 13              |       |
| 9   | 2  | Juan Manuel Fangio    | Alfa Romeo  | 32     | + 4 Voltes      | 1               | 1     |
| Ret | 18 | Louis Chiron          | Talbot-Lago | 28     | Motor           | 9               |       |
| Ret | 6  | Consalvo Sanesi       | Alfa Romeo  | 11     | Radiador        | 6               |       |
| Ret | 12 | Piero Taruffi         | Ferrari     | 8      | Transmissió     | 5               |       |
| Ret | 20 | Philippe Étancelin    | Talbot-Lago | 0      | Transmissió     | 10              |       |

## Altres
- Pole: Juan Manuel Fangio 4' 25. 0

- Volta ràpida: Juan Manuel Fangio 4' 22. 1 (a la volta 10)